# Grevenbroich
Grevenbroich est une commune de Rhénanie-du-Nord-Westphalie (Allemagne), située dans l'arrondissement de Rhin Neuss dans le district de Düsseldorf.

## Histoire
| Appartenances historiques Comté de Kessel 950-1307 Comté de Juliers 1307-1336 Margraviat de Juliers 1336-1356 Duché de Juliers 1356-1797 République cisrhénane (Roer) 1797-1802 République française (Roer) 1802-1804 Empire français (Roer) 1804-1813 Royaume de Prusse (Province de Juliers-Clèves-Berg) 1815-1822 Royaume de Prusse (Province de Rhénanie) 1822-1918 République de Weimar 1918-1933 Reich allemand 1933-1945 Allemagne occupée 1945-1949 Allemagne 1949-présent |

## Culture
Grevenbroich est célèbre pour sa sculpture "Ettlrad" de l'artiste Georg Ettl (de).

## Personnalités liées à la ville
- Karl Heinzen (1809-1880), écrivain germano-américain
- Josef Stübben (1845-1936), architecte et urbaniste allemand
- Heinrich Dumoulin (1905-1995), théologien catholique allemand
- Dorothee Wilms (1929-), femme politique allemande, ministre fédérale de l'Éducation d'Allemagne de l'Ouest, puis ministre fédérale des Relations intra-allemandes
- Wilhelm Mundt (1959-), sculpteur allemand
- Ulrike Guérot (1964-), politologue allemande
- Jörg Ahmann (1966-), joueur de volley-ball, puis de beach-volley allemand

## Jumelages
- Auerbach/Vogtl. (Allemagne, Saxe)
- Celje (Slovénie)
- Kessel (Pays-Bas)
- Saint-Chamond (France)